# Gräsö
Gräsö é uma ilha do Mar Báltico, perto da costa da província histórica da Uppland, na Suécia. Pertence ao município de Östhammar e faz parte da região de Roslagen. Tem um comprimento de 25 km e uma área de 94 km2, sendo assim a 10ª maior ilha do país. A sua população é de 665 habitantes (2015). Está situada a 10 km a nordeste da pequena cidade de Östhammar, e tem ligação por barco à localidade de Öregrund.

Imediatamente a norte de Gräsö, fica a pequena ilha de Örskär, conhecida pela sua reserva natural onde se podem encontrar 18 variedades de orquídeas e um tipo de rã chamada "gölgroda" (rã dos charcos), que na Suécia só existe em Roslagen. 